# Hoetmarer Wappen

Das Hoetmarer Wappen

Das Hoetmarer Wappen erinnert an die Entstehung Hoetmars. Das Wappen ist gespalten. Heraldisch rechts befindet sich auf rotem Grund ein halber goldener Adler am Spalt. Dies ist der Rietberger Adler. Von den Grafen von Rietberg wurde die Pfarrei Hoetmar begründet. Heraldisch links liegt auf goldenen Grund ein grüner Palmzweig. Als Zeichen der Märtyrer bezieht er sich auf den heiligen Lambert von Lüttich als Kirchenpatron.